# Wicca hitvallás
A wicca hitvallás vagy wicca intelem (angolul The Wiccan Rede) a wicca újpogány vallás követőinek a hitvallása verses formába öntve. Az angol nyelvű 26 soros verset először 1974-ben hozta nyilvánosságra az Earth Religion News című újpogány magazin. 1975-ben jelentette meg újra a Green Eggben  Lady Gwen Thompson, de a szöveg nem teljesen egyezik az egy évvel korábban publikált The Wiccan Rede szövegével. Lady Gwen Thompson elmondása alapján a vers költője az ő nagyanyja, Adriana Porter. Ezt azonban nem sikerült sem bizonyítani, sem pedig cáfolni.
Maga a vers nem kötelezi a wiccákat arra, hogy a szövege szerint éljenek vagy cselekedjenek, hanem inkább tanácsolja azt. Általánosságban véve a wicca követői elfogadják a hitvallást. A szöveg egy erkölcsi alapot nyújt a wiccáknak, arra inti őket, hogy a szeretet törvénye szerint éljenek és cselekedjenek. A költemény első része, arról szól, hogy nem szabad senkinek se ártani, és a wiccák emlékezzenek arra, hogy bármit is tesznek, az háromszor visszaszáll rájuk (háromszoros visszatérés). Ha jót cselekszenek, háromszor a jó tér vissza, ha rosszat, akkor a rossz tér vissza háromszor. A vers második része a boszorkányünnepeket, a Hold fázisait, a négy őselemet, a természet iránti szeretetet, stb. taglalja. Az utolsó versszakok a mágikus kör kialakításáról és a mágia alapjairól szól.